# 1997 au Maroc
Chronologie du Maroc
- 1993
- 1994
- 1995
- 1996
- 1997
- 1998
- 1999
- 2000
- 2001

Cet article présente les faits marquants de l'année 1997 au Maroc ou relatifs au Maroc.

## Événements
- 14 novembre :victoire de l'opposition lors des premières élections législatives organisées au suffrage universel direct[1].

## Sports
- Les championnats d'Afrique de judo 1997 se déroulent du 17 au 19 juillet 1997 à Casablanca au Maroc.
- Les Championnats d'Afrique de lutte 1997 se déroulent en mai 1997 à Casablanca, au Maroc[2].
- La 10e édition de la Coupe d'Afrique des nations junior s'est déroulée au Maroc du 23 mars au 5 avril 1997. Elle est remportée par le pays-hôte[3].
- Le Championnat du Maroc de football 1996-1997 est la 81e édition du championnat du Maroc de football et la 2e au sein du Groupement National de Football 1. Elle voit la victoire du Raja Club Athletic pour la deuxième année consécutive.
- Le Championnat du Maroc de football 1997-1998 est la 82e édition du championnat du Maroc de football. Elle voit la victoire du Raja Club Athletic pour la troisième année consécutive.
- La Coupe du Maroc de football 1996-1997 est la quarante-et-unième édition de la compétition.
- La Coupe du Maroc de football 1997-1998 est la quarante-deuxième édition de la compétition.

## Culture
- Mektoub, film franco-marocain en coproduction réalisé par Nabil Ayouch, sorti en 1997.
- L'Ombre du pharaon, péplum marocain de Souheil Ben Barka sorti en 1997.
- Voyage dans le passé (Safar filmadi) est un court-métrage marocain réalisé par Ahmed Boulane et sorti en 1997.